# Serdexmetilfenidato
O serdexmetilfenidato (SDX) é um pró-fármaco do desmetilfenidato, desenvolvido pela farmacêutica americana KemPharm. Em 2021, o composto foi aprovado nos Estados Unidos como um dos princípios ativos do Azstarys, uma associação medicamentosa usada no tratamento do transtorno do déficit de atenção e hiperatividade (TDAH) em crianças, adolescentes e adultos.  Comparado ao desmetilfenidato, composto do qual o serdexmetilfenidato é derivado, o SDX apresenta um início de ação retardado e seus efeitos possuem uma duração mais prolongada.

## Formas farmacêuticas
O serdexmetilfenidato/dexmetilfenidato foi aprovado pela Food and Drug Administration (FDA) em março de 2021, para o tratamento de TDAH em pessoas a partir dos 6 anos de idade. A combinação de SDX com dexmetilfenidato possibilita um início de ação mais rápido e prolonga os efeitos farmacoterapêuticos psicoestimulantes, que se estendem por até 13 horas.
Devido ao início mais lento e à duração prolongada dos efeitos após a administração oral de SDX, várias associações medicamentos contendo SDX estão atualmente sob investigação para uso como psicoestimulante de ação prolongada no tratamento de distúrbios que afetam o sistema nervoso central (SNC), perturbações por uso de substâncias e do sono.
Em janeiro de 2021, a FDA aprovou ensaios clínicos que investigam o SDX para potencial uso médico no tratamento de transtorno por uso de estimulantes.

## Potencial de abuso
O potencial de abuso de SDX foi avaliado em estudos clínicos. A administração de SDX por vias de administração comumente usadas em casos de abuso de psicoestimulantes, como insuflação e injeção intravenosa, aumentam a exposição sistêmica do fármaco e, portanto, promove efeitos farmacodinâmicos mais potentes e com duração reduzida em comparação ao dexmetilfenidato ingerido por via oral.

## Pesquisa clínica
Devido ao início tardio e à duração prolongada dos efeitos após a administração oral de serdexmetilfenidato, várias formas farmacêuticas contendo este composto estão sendo estudadas para uso como psicoestimulante de ação prolongada no tratamento de diversos distúrbios do sistema nervoso central, como transtorno por uso de substâncias e distúrbios do sono. Sob o codinome de desenvolvimento KP484, o serdexmetilfenidato está sendo investigado como
um psicoestimulante de "duração superestendida" em potencial, com eficácia terapêutica que se estende até 16 horas após a administração oral.
Em janeiro de 2021, a FDA concedeu aprovação para ensaios clínicos que investigam o serdexmetilfenidato (sob o codinome KP879) para o tratamento do transtorno por uso de estimulantes [en].